# 鹿児島市電1系統

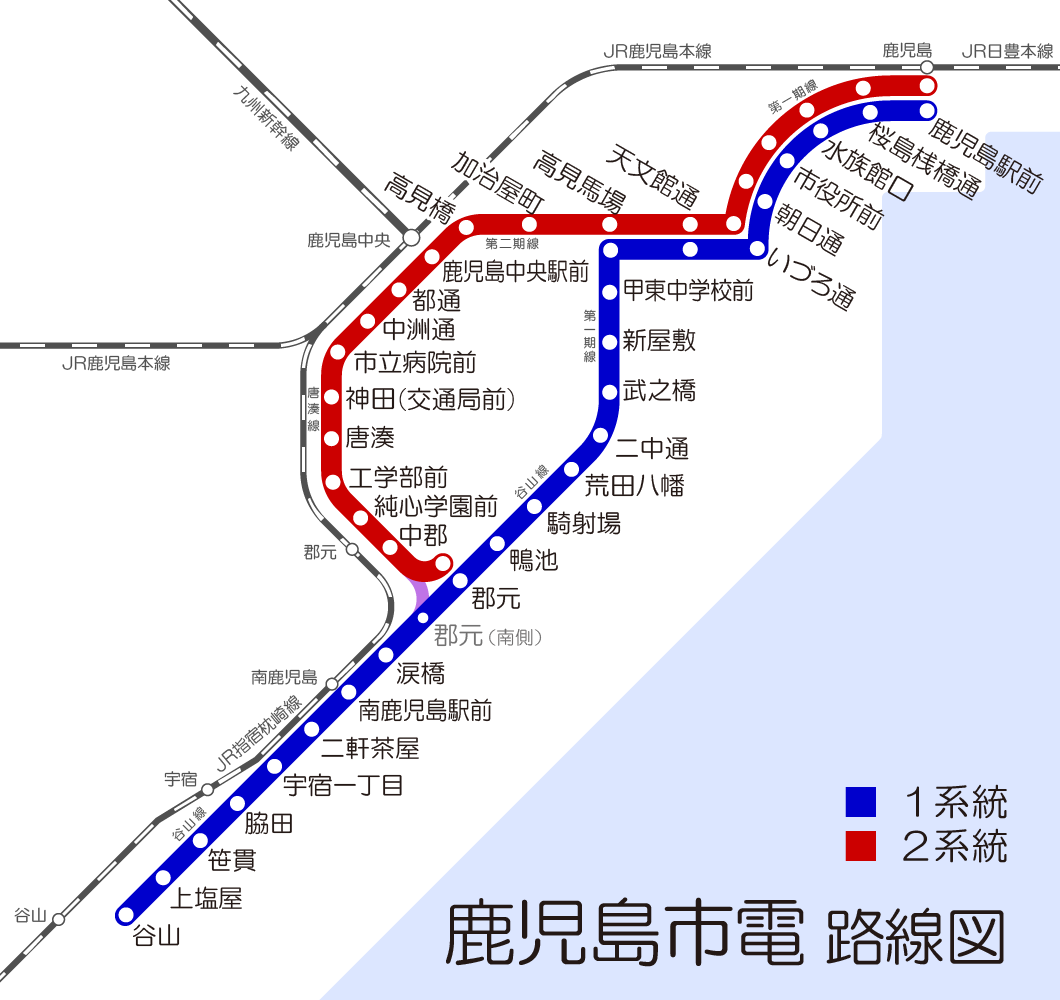
鹿児島市電の路線図。青色の線が1系統

鹿児島市電1系統（かごしましでん1けいとう）は、鹿児島市交通局が運行を行う路面電車の運転系統の一つである。鹿児島市の鹿児島駅前を起点とし、高見馬場、二中通、郡元、脇田を経由し、谷山へ至る。路面電車の第一期線と、大半を専用軌道で占める谷山線を通して運行されている。

## 路線データ
- 路線距離（営業キロ）：9.4km
- 停留場数：25（起終点含む）
- 運行時間：通年06：00～23：32（唐湊線乗り入れ含む）

## 歴史

### 年表
- 1912年（大正元年）12月1日 - 鹿児島電気軌道株式会社が武之橋 - 谷山間を開業。
- 1914年（大正3年）
  - 7月3日 - 鹿児島電気軌道が武之橋 - 山之口馬場（後の山之口町、廃止済）間を開業。
  - 7月22日 - 鹿児島電気軌道が山之口馬場 - 天文館通間を開業。
  - 10月3日 - 鹿児島電気軌道が天文館通 - 朝日通間が開業。
  - 10月16日 - 鹿児島電気軌道が朝日通 - 不断光院（現・市役所前）間が開業。
  - 12月20日 - 鹿児島電気軌道 不断光院 - 停車場前（現・鹿児島駅前）間が開業し全通。
- 1928年（昭和3年）
  - 7月1日 - 鹿児島市電気局に移管。
  - 12月28日 - 武之橋 - 谷山間が軽便鉄道から軌道となる。
- 1933年（昭和8年）1月26日 - 鹿児島市交通課に改組。
- 1944年（昭和19年）10月24日 - 鹿児島市交通部に改組。
- 1952年（昭和27年）10月1日 - 鹿児島市交通局に改組。

## 停留場一覧
| 路線     | 電停 番号 | 停留場名     | 読み方                     | 周辺施設・接続路線 | 軌道     |
| -------- | --------- | ------------ | -------------------------- | --- | -------- |
| 第一期線 | I01       | 鹿児島駅前   | かごしまえきまえ           | JR鹿児島本線・日豊本線鹿児島駅 石橋記念公園                                                                                  | 併用軌道 |
| 第一期線 | I02       | 桜島桟橋通   | さくらじまさんばしどおり   | 南洲神社・西郷南洲顕彰館 | 併用軌道 |
| 第一期線 | I03       | 水族館口     | すいぞくかんぐち           | 桜島フェリーターミナル・いおワールドかごしま水族館・鹿児島市消防局                                                           | 併用軌道 |
| 第一期線 | I04       | 市役所前     | しやくしょまえ             | 鹿児島市役所・鹿児島県歴史資料センター黎明館（鶴丸城跡）・鹿児島県立図書館・国立病院機構鹿児島医療センター                   | 併用軌道 |
| 第一期線 | I05       | 朝日通       | あさひどおり               | 西郷隆盛銅像・鹿児島県文化センター・かごしま近代文学館・鹿児島市立美術館・鹿児島市中央公民館・山形屋・鹿児島東郵便局         | 併用軌道 |
| 第一期線 | I06       | いづろ通     | いづろどおり               | 照国神社・マルヤガーデンズ・カリーノ天文館                                                                                   | 併用軌道 |
| 第一期線 | I07       | 天文館通     | てんもんかんどおり         | 天文館・鹿児島県立博物館・センテラス天文館                                                                                   | 併用軌道 |
| 第一期線 | I08 N08   | 高見馬場     | たかみばば                 | 鹿児島市電2系統に接続（ただし鹿児島駅方面から乗車の場合を除く）                                                              | 併用軌道 |
| 第一期線 | I09       | 甲東中学校前 | こうとうちゅうがっこうまえ | | 併用軌道 |
| 第一期線 | I10       | 新屋敷       | しんやしき                 | 鹿児島女子短期大学・鹿児島中央警察署・MBC南日本放送本社                                                                      | 併用軌道 |
| 谷山線   | I11       | 武之橋       | たけのはし                 | 甲突川右岸緑地 | 併用軌道 |
| 谷山線   | I12       | 二中通       | にちゅうどおり             | 鹿児島県立甲南高等学校・中央消防署                                                                                           | 併用軌道 |
| 谷山線   | I13       | 荒田八幡     | あらたはちまん             | フレスポジャングルパーク・ニシムタ与次郎本店・米盛病院                                                                       | 併用軌道 |
| 谷山線   | I14       | 騎射場       | きしゃば                   | 鹿児島県総合体育センター体育館・鹿児島大学水産学部                                                                           | 併用軌道 |
| 谷山線   | I15       | 鴨池         | かもいけ                   | 鹿児島県立鴨池野球場・鹿児島県立鴨池陸上競技場・鴨池市民球場・鹿児島市立図書館・鹿児島市立科学館                             | 併用軌道 |
| 谷山線   | I16 N20   | 郡元         | こおりもと                 | 鹿児島市電2系統に接続 鹿児島県庁舎・鹿児島市医師会病院                                                                       | 併用軌道 |
| 谷山線   | I17       | 郡元（南側） | こおりもと（みなみがわ）   | | 併用軌道 |
| 谷山線   | I18       | 涙橋         | なみだばし                 | | 併用軌道 |
| 谷山線   | I19       | 南鹿児島駅前 | みなみかごしまえきまえ     | JR指宿枕崎線南鹿児島駅 志學館中等部・高等部・志學館大学 鹿児島第二地方合同庁舎（鹿児島地方気象台・第十管区海上保安本部ほか） | 専用軌道 |
| 谷山線   | I20       | 二軒茶屋     | にけんぢゃや               | | 専用軌道 |
| 谷山線   | I21       | 宇宿一丁目   | うすきいっちょうめ         | | 専用軌道 |
| 谷山線   | I22       | 脇田         | わきだ                     | JR指宿枕崎線宇宿駅 オプシアミスミ・スクエアモール鹿児島宇宿・マリンポートかごしま・鹿児島大学医学部・歯学部                  | 専用軌道 |
| 谷山線   | I23       | 笹貫         | ささぬき                   | | 専用軌道 |
| 谷山線   | I24       | 上塩屋       | かみしおや                 | | 専用軌道 |
| 谷山線   | I25       | 谷山         | たにやま                   | ラ・サール中学校・ラ・サール高等学校・鹿児島情報高等学校・イオンモール鹿児島・鹿児島南警察署・鹿児島南郵便局                 | 専用軌道 |

※本表での接続路線の表記は、JR線は駅が隣接している停留場、鹿児島市電は無賃での乗り換えが認められている停留場のみ表記。
また鹿児島駅前 - 高見馬場では2系統と併走。